# إليزابيث زيمرمان
إليزابيث أبيلانا زيمرمان(من مواليد 14 أبريل 1948م) وهي مضيفة طيران فلبينية متقاعدة وهي أيضًا الزوجة السابقة للرئيس الفلبيني السادس عشر رودريغو دوتيرتي.

## بداية حياتها
ولدت زيمرمان في 14 أبريل من عام 1948م في دافاو. حيث كان جدها لأبيها يهوديًا ألمانيًا، ثم هاجر إلى الولايات المتحدة. ووالديها من هيلونغوس، وليتي، وتوبوران سيبو. التحقت بأتينيو دي دافاو وعملت كمضيفة طيران في الخطوط الجوية الفلبينية.
وهي يهودية الأصل.

## حياتها السياسة
رُشحت زيمرمان لعضو مجلس مدينة دافاوعام 2001م لكنها لم تنجح، ثم انضمت إلى حافلات Biyaheng DU30 التي كانت تدور حول فيساياس ومينداناو، دعماً لترشيح زوجها السابق للرئاسة في عام 2016م.

## حياتها الشخصية
كانت زيمرمان متزوجًة من عمدة مدينة دافاو، رودريغو دوتيرتي، (والذي نُصب فيما بعد رئيسًا للفلبين) لأكثر من 25 عامًا. ولديها أيضًا ثلاثة أطفال منه، من بينهم باولو وسارة دوتيرتي. حيث تقدمت بطلب لإبطال زواج مدني في عام 1998م. وخلال بضعة أشهر في الوقت الذي تم فيه تقديم طلب ببطلان الزواج، كانت زيمرمان تعيش مع شقيقها في مانيلا وكانت تزور أحيانًا مدينة دافاو لأن أطفالها مع دوتيرتي كانوا لا يزالون يدرسون هناك.
اعترف دوتيرتي بأن زوجته السابقة تركته بعد أن ضبطته يغش، فصدر بطلان الزواج المدني في عام 2000م. فحتى بعد فسخ الزواج، ظلت زيمرمان صديقة لزوجها السابق. واختارت الاستمرار في استخدام «دوتيرتي» كجزء من لقبها على الرغم من بطلان زواجهما، قائلة إن زواجها من دوتيرتي لم يتم إعلان بطلانه مطلقًا من قبل الكنيسة الرومانية الكاثوليكية. ولديها أيضًا 8 أحفاد، 5 منهم من ابنها باولو، و3 من ابنتها سارة، بالإضافة إلي ابن لحفيد.
وفي أغسطس 2015م، تم تشخيص إصابة زيمرمان بسرطان الثدي في المرحلة الثالثة.
حيث أن في أكتوبر 2016م، تعافت زيمرمان بنجاح من مرض السرطان، ثم أصبحت مدافعة عن قضية سرطان الثدي والذي قالت عنه في مقابلة: «لأن الله منحني فرصة ثانية في الحياة، يجب أن أدافع عن هذه القضية النبيلة للغاية، لكي أصبح مصدرًا للوعي والدعم والأمل للآخرين الذين يعانون نفس ما عانيت منه».